# Macahui
Macahui es una zona desértica ubicada al norte de México, conocida por contener una extensa cantidad de figuras geométricas y simbólicas trazadas en el suelo. Aunque no se ha confirmado si su origen es arqueológico o resultado de actividades modernas, el sitio ha suscitado interés por parte de investigadores y la población en general debido a su singularidad y escala.

## Ubicación
Se encuentra al norte de la Laguna Salada y al sur del extinto Lago Cahuila, en la delegación Progreso del Municipio de Mexicali, Baja California. El sitio está localizado entre los cerros Centinela y Pinto, a la altura del kilómetro 25 de la Carretera Federal 2, que conecta Mexicali con La Rumorosa. El entorno presenta un suelo sedimentario con vegetación escasa, característico de la región árida.

## Historia
Los primeros registros datan desde 1939 por el arqueólogo Malcom J. Rogers, quien los menciona como los círculos durmientes. Luego los vinculó con el Complejo San Dieguito. El nombre Macahui, fue asignado por el profesor Alberto Aguilar y Fernando Rodríguez (exfuncionario de comunicaciones del gobierno del estado de Baja California) en 1970, que cuando pasaban por encima de la superficie en una avioneta, identificaron las figuras y se pusieron a investigar y a informar sobre su hallazgo. El nombre combina las denominaciones de la Laguna Macuata y el extinto Lago Cahuila, ambos ubicados en las cercanías. En 1980, Aguilar y Rodríguez produjeron un video titulado Macahui, que impulsó la investigación sobre el sitio. Posteriormente, Instituto Nacional de Antropología e Historia (INAH) envió un equipo para realizar un informe preliminar.

## Características de los geoglifos
Como la mayoría de los geoglifos de grandes dimensiones, desde el aire o a decenas de metros por encima de la superficie, las figuras pueden apreciarse de mejor manera. El piso es árido, compacto, con vegetación mínima, típica de esa zona desértica, aunque parte de la grava es del tipo sedimentario, que quizás formó parte de la laguna Cahuila.
El sitio comprende aproximadamente 3,000 figuras, principalmente geométricas, como círculos, rectángulos, trapecios, rombos y líneas. Las dimensiones de estas figuras varían; muchas tienen diámetros de hasta 15 metros. Entre las figuras más representativas se encuentra El Hombre de Macahui, una figura antropomorfa de aproximadamente 100 metros de largo, además de representaciones de animales como una serpiente, un primate y una ballena. También destacan líneas de varios kilómetros de longitud, conocidas como La Pista o El Laberinto, y un rombo denominado El Diamante.

### Método constructivo
El método constructivo de la colocación de las piedras es que hay varias sobrepuestas y otras semi-incrustadas unas junto a las otras. Unas de las figuras están en positivo y otras en negativo, o sea en unas le agregan grava, dejando el exterior del suelo desnudo y en otras es al revés; o sea el área se desnuda y el resto del área hay grava. Hay que hacer notar que no han desaparecido a través de los siglos, a pesar de las pocas lluvias, y tormentas de arena que se han presentado en la zona a través de los años.
Estas características han llevado a plantear hipótesis sobre su origen, que podría estar relacionado con culturas antiguas como la Pataya o cultura Clovis, que fueron parte de la cultura en Aridoamérica y Oasisamérica, hace unos 10,200 años,aunque no existen pruebas concluyentes que confirmen su antigüedad ni su vinculación con estas tradiciones.

### Interpretaciones y debates
El propósito de las figuras de Macahui no ha sido determinado con certeza. Algunas teorías sugieren que podrían haber sido utilizadas como marcadores territoriales, representaciones rituales o incluso cementerios, donde los círculos serían tumbas individuales. Sin embargo, otras investigaciones proponen que las figuras podrían ser el resultado de actividades modernas, como la recolección de grava. Esta última hipótesis se basa en la morfología de las áreas despejadas y en testimonios de actividades similares en la región durante el siglo XX.

## Relación con otros geoglifos
A 180 kilómetros al norte de Macahui, en Blythe, California, se encuentran Blythe Intaglios, figuras similares trazadas en el suelo desértico, que han sido objeto de estudios arqueológicos. Otros sitios comparables se encuentran en la Sierra del Pinacate, a unos 200 kilómetros al este, y en la delegación Cerro Prieto, en Mexicali, donde se ha trazado una figura contemporánea de un zopilote en una cavidad natural.